# グレゴール・ピアティゴルスキー
グレゴール・ピアティゴルスキー（英: Gregor Piatigorsky, 露: Григо́рий Па́влович Пятиго́рский, 宇: Григорій Павлович П'ятигорський, 1903年4月17日 - 1976年8月6日）は、ウクライナに生まれ、アメリカ合衆国で活躍したチェロ奏者。エマーヌエル・フォイアーマンの死後は、ピアノのアルトゥール・ルービンシュタイン、ヴァイオリンのヤッシャ・ハイフェッツとともに、「百万ドル・トリオ」と呼ばれた。

## 概要
ロシア帝国領ウクライナのエカチェリノスラフ（現ドニプロペトロウシク）に生まれ、少年時代からヴァイオリンとピアノを父親に教わる。チェロの音を聴いてからチェリストになることを決心し、二つの棒でおもちゃのチェロをこしらえた。7歳で本物のチェロを与えられ、熱心に勉強を始める。奨学金を得てモスクワ音楽院に入学する。地方のカフェで演奏しながら、収入を実家に送った。ロシア革命が勃発した後、レーニン四重奏団で演奏を初め、15歳でボリショイ劇場の首席チェリストに採用される。
ソ連当局から留学の許可が下りなかったため、チェロをかかえて芸術家の一団とともに家畜を輸送する汽車にもぐりこみ、ポーランドに脱出しようとした。国境線で警備隊に撃たれた時、ピアティゴルスキーとチェロにしがみついた女性たちの一人はかなり背の高いソプラノ歌手であった。チェロは無事では済まなかったが、これが唯一の被害であった。
18歳で短期間ベルリンやライプツィヒに学んだ後、ロシア系のカフェのアンサンブルで演奏を始める。カフェの贔屓の常連にヴィルヘルム・フルトヴェングラーがおり、その骨折りのおかげでベルリン・フィルハーモニー管弦楽団の首席チェロ奏者を務めることができた。
1929年に始めて訪米し、レオポルド・ストコフスキー指揮のフィラデルフィア管弦楽団や、ウィレム・メンゲルベルク指揮のニューヨーク・フィルハーモニー管弦楽団と共演した。1937年にはエドゥアール・ド・ロチルドの娘ジャクリーヌ（1911年 - 2012年）と結婚した。ピアティゴルスキーはアメリカ合衆国が気に入り、1942年にアメリカ合衆国市民権を取得している。1941年から1949年まで、フィラデルフィア・カーティス音楽院チェロ科の主任教授を勤めた後、タングルウッド音楽センターやボストン大学、南カリフォルニア大学でも教鞭を執った。晩年はカリフォルニア州で暮らし、死後はロサンジェルスのウエストウッド・メモリアルパークに埋葬された。
アルトゥール・ルービンシュタインやウィリアム・プリムローズと室内楽曲を録音し、個人的にウラジミール・ホロヴィッツやナタン・ミルシテインとも室内楽演奏を楽しんだ。ハイフェッツとも室内楽を録音している。愛器はストラディヴァリウスで、2台を所有していた。